# 3275 Oberndorfer
3275 Oberndorfer (1982 HE1) là một tiểu hành tinh vành đai chính được phát hiện ngày 25 tháng 4 năm 1982 bởi E. Bowell ở Flagstaff (AM).